# Alessandro Nivola
Alessandro Antine Nivola (ur. 28 czerwca 1972 w Bostonie) – amerykański aktor filmowy i telewizyjny.

## Życiorys

### Wczesne lata
Urodził się jako jeden z dwóch synów artystki Adriany Nivoli i Pietro Salvatore Nivoli, profesora nauk politycznych, który napisał książkę Prawa widoku: Jak kształtować politykę miejską w Europie i Ameryce (Laws of the Landscape: How Policies Shape Cities in Europe and America). Ma brata Adriana. Jego dziadek ze strony ojca Costantino Nivola był włoskim rzeźbiarzem, a babka ze strony ojca Ruth Guggenheim była żydowską uchodźczynią z Niemiec. Uczęszczał do Phillips Exeter Academy. Zainteresował się aktorstwem podczas wakacji na obozie teatralnym przy Eugene O’Neill Theatre w Waterford w stanie Connecticut.

### Kariera
Zadebiutował na scenie Seattle w sztuce Athola Fugarda Pan Harold ...i chłopcy (Master Harold...and the Boys). W 1994 ukończył studia na wydziale literatury angielskiej Uniwersytetu Yale (w New Haven) i podjął pracę w Yale Repertory Theatre. Rok później wystąpił na Broadwayu w roli Bielajewa, młodego kochanka Natalii Pietrowny (Helen Mirren) w spektaklu Iwana Turgieniewa Miesiąc na wsi (A Month in the Country, 25 kwietnia – 10 czerwca 1995) u boku F. Murraya Abrahama, za którą był nominowany do nagrody Drama Desk Award. Zebrał dobre za rolę Orlanda w sztuce Jak wam się podoba z Gwyneth Paltrow.
Po raz pierwszy trafił na szklany ekran w miniserialu NBC Danielle Steel Pierścionek (The Ring, 1996) z Nastassją Kinski i Michaelem Yorkiem. Zwrócił na siebie uwagę krytyków rolą Polluxa Troya, cierpiącego na schizofrenię paranoidalną młodszego brata Castora (Nicolas Cage) w dreszczowca sci-fi Johna Woo Bez twarzy (Face/Off, 1997), za którą zdobył nominację do nagrody Blackbuster Entertainment. Popularność zyskał dzięki roli Gavina Harrisa w dramacie sportowym Gol! (Goal!, 2005) oraz jego sequelach – Gol 2 (Goal! 2: Living the Dream..., 2007) i Gol 3 (Goal! 3, 2008).

## Życie prywatne
Spotykał się z Rachel Weisz. 3 stycznia 2003 poślubił Emily Mortimer. Mają syna Samuela Johna „Sama” (ur. 26 września 2003) i córkę May Rose (ur. 2010). Zamieszkali w Boerum Hill na nowojorskim Brooklynie. Jego sąsiadem był aktor Heath Ledger.

## Filmografia

### Filmy
- 2023: Kraven Łowca[6]
- 2009: Coco Chanel (Coco avant Chanel) jako Arthur 'Boy' Capel
- 2008: Gol 3 (Goal! 3) jako Gavin Harris
- 2008: Oko (The Eye) jako dr Paul Faulkner
- 2007: Gol 2 (Goal! 2: Living the Dream...) jako Gavin Harris
- 2006: Nagrody Darwina (The Darwin Awards) jako Ad Exec
- 2005: Gol! (Goal!) jako Gavin Harris
- 2005: Świetlik (Junebug) jako George Johnsten
- 2004: Rozrachunek (The Clearing) jako Tim Hayes
- 2003: Carolina jako Albert Morris
- 2001: Park Jurajski III (Jurassic Park III) jako Billy Brennan
- 2000: Stracone zachody miłości (Love's Labour's Lost) jako król
- 2000: Timecode jako Joey Z
- 1999: Mansfield Park jako Henry Crawford
- 1999: Spisek doskonały (Best Laid Plans) aktor: Nick
- 1998: Życie na niby (Reach the Rock) jako Robin
- 1998: Pragnę cię (I Want You) jako Martin
- 1997: Abbottowie prawdziwi (Inventing the Abbotts) jako Peter Vanlaningham
- 1997: Bez twarzy (Face/Off) jako Pollux Troy

### Seriale TV
- 2007: Firma – CIA (The Company) jako Leo Kritzky
- 2002: Tajemnice Smallville (Smallville)